# Robert Mercer Taliaferro Hunter
Robert Mercer Taliaferro Hunter (ur. 21 kwietnia 1809 w hrabstwie Essex, zm. 18 lipca 1887 tamże) – amerykański polityk.

## Życiorys
Urodził się 21 kwietnia 1809 roku na terenie hrabstwa Essex. Pobierał nauki w domu, a następnie ukończył University of Virginia. Studiował prawo, został przyjęty do palestry i otworzył prywatną praktykę w Lloyds. W latach 1834–1837 był członkiem legislatury stanowej Wirginii. W 1837 roku został wybrany do Izby Reprezentantów, z ramienia Partii Wigów. W latach 1839–1841 pełnił funkcję spikera Izby. W 1843 roku nie uzyskał reelekcji, jednak dwa lata później ponownie został członkiem izby niższej. Trzy lata później wygrał wybory do Senatu, gdzie zasiadał do czasu ekspulsji w 1861 roku, za wspieranie secesji. Został wówczas mianowany sekretarzem stanu Skonfederowanych Stanów Ameryki i zasiadał na tym stanowisku przez rok. W latach 1862–1865 zasiadał w konfederackim Senacie, pełniąc tam funkcję przewodniczącego pro tempore. Pod koniec wojny secesyjnej został na krótki czas uwięziony. Później był jednym z członków komisji pokojowej, negocjującej z Abrahamem Lincolnem podczas konferencji odbywającej się nieopodal Hampton Roads. Następnie zasiadał w egzekutywie stanowej i pracował w Tappahannock. Zmarł 18 lipca 1887 na terenie hrabstwa Essex.